# August Evelt

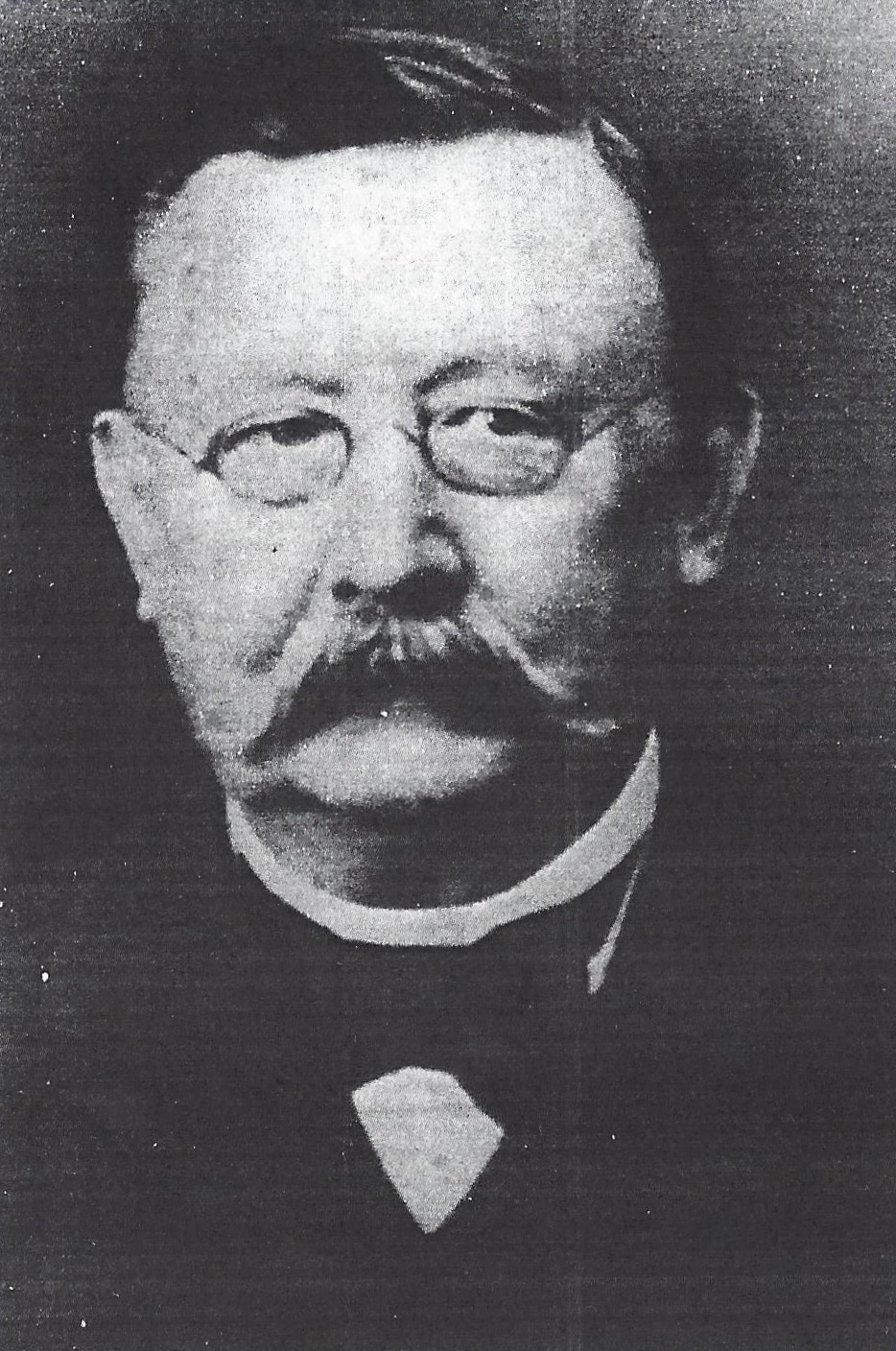
August Evelt

August Evelt (* 21. Januar 1828 in Dorsten; † 11. Dezember 1904 in Hechingen) war ein deutscher Richter und Politiker.

## Leben
Als Sohn eines Kreisgerichtsdirektors studierte Evelt Rechtswissenschaft an der Albert-Ludwigs-Universität Freiburg und der Rheinischen Friedrich-Wilhelms-Universität Bonn. 1848 wurde er im Corps Saxonia Bonn aktiv. Mit 23 Jahren trat er als Referendar in die Rechtspflege des Königreichs Preußen. 1854 kam er als Gerichtsassessor und Hilfsrichter nach Hechingen. Das preußische Justizministerium holte ihn 1858 als Hilfsarbeiter nach Berlin. In der Provinz Westfalen war er vorübergehend Staatsanwaltsgehilfe in Warendorf. 1860 kehrte er als Staatsanwalt in die Hohenzollernschen Lande zurück. In Hechingen wurde er 1869 Kreisgerichtsdirektor und 1876 Landgerichtspräsident. 1887 erhielt er den Charakter als Geheimer Oberjustizrat. 1900 ging er mit 72 Jahren in Pension.
In seiner zweiten Heimat erreichte er, dass die Hohenzollerische Landesbahn über Hechingen geführt wurde. Deshalb verlieh ihm die Stadt Hechingen schon 1865 die Ehrenbürgerwürde. Als die (preußischen) Hohenzollernschen Lande im Deutschen Krieg von der Württembergischen Armee besetzt wurden, trat er dem Bundes-Kommissär Grafen Leutrum selbstbewusst entgegen. Er veranlasste 1873 die Schaffung des Hohenzollerischen Kommunallandtags, dessen Vorsitzender er 25 Jahre lang war (1874–1899).
Von 1867 bis 1871 saß er im Reichstag (Norddeutscher Bund). Als Mitglied der Liberalen Reichspartei vertrat er im Reichstag (Deutsches Kaiserreich) von 1871 bis 1874 den Wahlkreis Hohenzollern.
Für den Wahlkreis Hohenzollern gehörte Evelt von 1867 bis 1869 in der Fraktion des Rechten Zentrums, von 1870 bis 1873 in der Fraktion des Liberalen Zentrums und 1876 fraktionslos dem Preußischen Abgeordnetenhaus an.